# Liste des sites classés et inscrits du Val-de-Marne
Cet article recense les sites protégés dans le  Val-de-Marne, en France.

## Liste

### Sites classés
| Réf.  | Site                                                                                   | Communes | Notes | Superficie (ha) | Date              | Coordonnées                      | Photo |
| ----- | -------------------------------------------------------------------------------------- | --- | --- | --------------- | ----------------- | -------------------------------- | ----- |
| 6427  | Rive gauche de la Marne                                                                | Champigny-sur-Marne | | 20,56           | 5 février 1921    | 48° 49′ 47″ nord, 2° 28′ 52″ est |       |
| 6434  | Terrasse de l'ancienne mairie                                                          | Chennevières-sur-Marne | | 0,69            | 27 décembre 1923  | 48° 47′ 43″ nord, 2° 31′ 45″ est |       |
| 6435  | Domaine des Rets                                                                       | Chennevières-sur-Marne | | 10,38           | 28 juin 1949      | 48° 47′ 25″ nord, 2° 31′ 34″ est |       |
| 6436  | Île des Moulins                                                                        | Chennevières-sur-Marne | Île de la Marne | 0,59            | 27 décembre 1923  | 48° 47′ 54″ nord, 2° 31′ 25″ est |       |
| 6437  | Île d'Amour                                                                            | Chennevières-sur-Marne | Île de la Marne | 0,47            | 27 décembre 1923  | 48° 47′ 40″ nord, 2° 31′ 25″ est |       |
| 6438  | Rive gauche de la Marne                                                                | Chennevières-sur-Marne | | 1,79            | 27 décembre 1923  | 48° 47′ 41″ nord, 2° 31′ 26″ est |       |
| 6439  | Peuplier, sentier des Mélaines                                                         | Chennevières-sur-Marne | Site inaccessible au public ; en 2020, le peuplier a vraisemblablement disparu                                                   | 0,01            | 6 avril 1934      | 48° 48′ 01″ nord, 2° 31′ 43″ est |       |
| 6445  | Parc de la Mairie                                                                      | Choisy-le-Roi | | 3,04            | 16 septembre 1942 | 48° 45′ 46″ nord, 2° 24′ 32″ est |       |
| 6460  | Île Fanac                                                                              | Joinville-le-Pont | Île de la Marne ; la quasi-totalité est classée, à l'exception de la pointe sud et des alentours du Boathouse, qui sont inscrits | 3,35            | 3 septembre 1965  | 48° 43′ 05″ nord, 2° 27′ 50″ est |       |
| 6468  | Propriété de la maison nationale des artistes                                          | Nogent-sur-Marne | | 9,38            | 2 avril 1963      | 48° 50′ 05″ nord, 2° 29′ 13″ est |       |
| 6469  | Terrain Sous-la-Lune                                                                   | Nogent-sur-Marne | | 8,41            | 15 février 1921   | 48° 49′ 57″ nord, 2° 29′ 14″ est |       |
| 6477  | Île de Casenave                                                                        | Saint-Maur-des-Fossés | Île de la Marne | 1,43            | 25 avril 1924     | 48° 47′ 28″ nord, 2° 31′ 21″ est |       |
| 10001 | Vallée de l'Yerres aval et ses abords entre Villeneuve-Saint-Georges et Varennes-Jarcy | Boussy-Saint-Antoine, Brunoy, Crosne, Épinay-sous-Sénart, Quincy-sous-Sénart, Varennes-Jarcy, Yerres, Mandres-les-Roses, Périgny, Villeneuve-Saint-Georges | Également dans l'Essonne | 640,3           | 23 décembre 2006  | 48° 42′ 12″ nord, 2° 31′ 42″ est |       |

### Sites inscrits
| Réf. | Site                                         | Communes                                                                                       | Notes | Superficie (ha) | Date              | Coordonnées                      | Photo |
| ---- | -------------------------------------------- | ---------------------------------------------------------------------------------------------- | --- | --------------- | ----------------- | -------------------------------- | ----- |
| 6431 | Quartiers anciens                            | Charenton-le-Pont                                                                              | Quartier compris entre les rues de Paris, de la République et l'avenue du Maréchal-de-Lattre-de-Tassigny | 15,91           | 10 décembre 1975  | 48° 49′ 15″ nord, 2° 25′ 04″ est |       |
| 6432 | La Marne et ses îles, le canal Saint-Maurice | Charenton-le-Pont, Maisons-Alfort, Saint-Maurice                                               | | 66,45           | 7 octobre 1942    | 48° 48′ 59″ nord, 2° 26′ 06″ est |       |
| 6448 | Avenues de Versailles et de la République    | Choisy-le-Roi                                                                                  | | 13,17           | 26 novembre 1942  | 48° 45′ 45″ nord, 2° 24′ 24″ est |       |
| 6478 | Quartiers anciens                            | Saint-Maur-des-Fossés                                                                          | Comprend entre autres l'église Saint-Nicolas et les ruines de l'abbaye de Saint-Maur                     | 7,45            | 22 décembre 1975  | 48° 48′ 46″ nord, 2° 28′ 25″ est |       |
| 6494 | Parcs et jardins                             | Villeneuve-le-Roi                                                                              | Comprend entre autres le menhir de la Pierre-Fitte                                                       | 1,34            | 9 octobre 1942    | 48° 44′ 05″ nord, 2° 24′ 24″ est |       |
| 6496 | Parc de Beauregard                           | Villeneuve-Saint-Georges                                                                       | | 8,81            | 31 juillet 1945   | 48° 43′ 43″ nord, 2° 27′ 06″ est |       |
| 6825 | Quartiers anciens                            | Vincennes                                                                                      | Quadrilatère délimité par l'avenue de Paris, les rues de Montreuil et de Fontenay, et le cours Marigny   | 16,81           | 28 janvier 1976   | 48° 50′ 47″ nord, 2° 26′ 12″ est |       |
| 6874 | Village ancien                               | Périgny                                                                                        | | 14,47           | 10 mars 1977      | 48° 41′ 44″ nord, 2° 33′ 02″ est |       |
| 6971 | Franges du bois de Vincennes                 | Charenton-le-Pont, Fontenay-sous-Bois, Nogent-sur-Marne, Saint-Mandé, Saint-Maurice, Vincennes | Comprend quatre éléments disjoints autour du bois                                                        | 155,06          | 16 décembre 1980  | 48° 49′ 15″ nord, 2° 25′ 53″ est |       |
| 7004 | Centre ancien                                | Villeneuve-Saint-Georges                                                                       | | 8,78            | 10 avril 1981     | 48° 43′ 38″ nord, 2° 26′ 49″ est |       |
| 7020 | Centre ancien                                | Marolles-en-Brie                                                                               | | 5,29            | 21 juillet 1982   | 48° 44′ 01″ nord, 2° 33′ 03″ est |       |
| 7021 | Centre ancien                                | Santeny                                                                                        | | 14,04           | 23 septembre 1982 | 48° 43′ 32″ nord, 2° 34′ 20″ est |       |
| 7022 | Bras du Chapitre et ses abords               | Créteil                                                                                        | Bras de la Seine                                                                                         | 17,53           | 17 novembre 1982  | 48° 47′ 38″ nord, 2° 28′ 10″ est |       |
| 7443 | Abords du parc de la Mairie                  | Choisy-le-Roi                                                                                  | | 1,9             | 16 septembre 1942 | 48° 45′ 45″ nord, 2° 24′ 26″ est |       |
| 7553 | Île Fanac                                    | Joinville-le-Pont                                                                              | Île de la Marne ; l'inscription concerne les zones de l'île qui ne sont pas classées                     | 0,57            | 3 septembre 1965  | 48° 43′ 05″ nord, 2° 27′ 50″ est |       |